# 新通大道站
新通大道站位于中华人民共和国四川省成都市双流区，目前为成都地铁6号线的一座车站。本站于2020年12月18日随成都地铁6号线开通而启用。

## 车站结构
本站为地下二层岛式车站。
| 地面      |                                  | 出入口                         |  |
| 地下 一层 | 站厅层                           | 安检、售票机、卫生间           |  |
| 地下 二层 |                                  | 6号线列车往望丛祠方向 （观东） |  |
| 地下 二层 | 岛式站台，左边车门将会开启       |                                |  |
| 地下 二层 | 6号线列车往兰家沟方向 （新川路） |                                |  |

## 出入口信息
本站目前开放4个出入口。
| 出口编号 | 设施         | 地点                                           | 可到达目的地 | 照片 |
| -------- | ------------ | ---------------------------------------------- | ------------ | ---- |
|          |              |                                                |              |      |
|          | 无障碍电梯   | 新通大道（西）、锦翰路、崇和三街、崇和二街     |              |      |
| 出口 · B | 无障碍卫生间 | 锦河东二街、锦翰路、新川北四路                 |              |      |
| 出口 · C | 无障碍电梯   | 和祥二街、锦翰路、新通南一路、新川路           |              |      |
| 出口 · D |              | 新通大道（东）、锦翰路、新通南一路、新通南二路 |              |      |